# マクシム・ベレゾフスキー

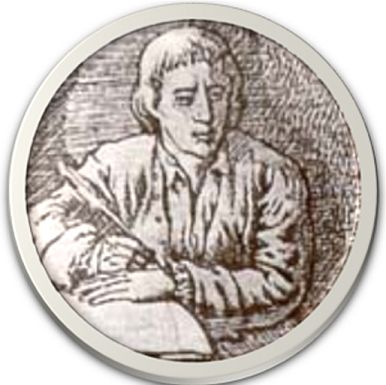
マクシム・ベレゾフスキー

マクシム・ソゾントヴィチ・ベレゾフスキー（ロシア語: Максим Созонтович Березовский, ラテン文字転写: Maksym Sozontovych Berezovsky）は、ウクライナ出身のロシアの作曲家。ロシア宮廷のオペラ歌手やヴァイオリニストとしても活動した。名のラテン文字転写はMaximとすることが多い。1777年に30代で急死し、不可解な葬儀が行われたため、その死の真相をめぐって同時代から議論されてきた。

## 生涯
生涯についてはほとんどが不明である。生前の逸話は1840年にネストル・クコリニクによる短編小説の中で再構成され、サンクトペテルブルク・アレクサンドリン帝室劇場においてピョートル・スミルノフによって演じられた。このようなフィクションの多くの詳細は、かつては事実として受け容れられてきたが、後に不正確であると立証されている。
いくつかの文書は、ベレゾフスキーが1745年10月27日にフルヒフ（Hlukhiv）に生まれ、キエフ＝モギリャ・アカデミヤに学んだと推測している。しかしながら、この情報には確固たる証拠がなく、同学園（アカデミヤ）の年代記にはその氏名が見当たらない。フルヒフには、宮廷礼拝堂聖歌隊のために歌手を養成する有力な音楽教習所があったことからすると、少なくとも幼児期の何年間かをそこで過ごした可能性は非常に高い。
1758年に、サンクトペテルブルク近郊オラニエンバウムにおけるパヴェル大公の礼拝堂の聖歌隊員となる。1759年以降は、イタリア語オペラに出演し、公刊された台本にもその名が現れている。1762年に、サンクトペテルブルク宮廷におけるイタリア人楽士の一員となり、声楽家のガラーニや宮廷楽長ツォッピスに学んだほか、おそらくヴィンチェンツォ・マンフレディーニやバルダッサーレ・ガルッピに作曲を師事した。1760年代の大半を宮廷楽団員として過ごしている。
1769年の春にイタリアに留学し、ボローニャのアカデミア・フィラルモニカにおいて高名な音楽理論家ジョヴァンニ・バッティスタ・マルティーニに師事し、アカデミーを優秀な成績で卒業する。同窓生のヨーゼフ・ミスリヴェチェクとともに、所与の主題によるポリフォニー作品を作曲する試験を受けた。この試験課題は、数か月前にモーツァルトに出されたのと同じものであった。4声のためのベレゾフスキーの卒業制作は、現在も同アッカデミアの資料室に保管されている。1771年5月15日をもってアッカデミアの正会員に認定された。オペラ『デモフォンテ』（Demofonte）は、1773年2月にイタリアのリヴォルノで初演された。
1773年10月に（旧説によると1775年に）サンクトペテルブルクに戻る。20世紀後半において発見されたいくつかの古文書によると、帰国から8か月後に帝室劇場の幹部や宮廷礼拝堂の楽長に任命されたという。これは当時の音楽家にしては高地位であり、ベレゾフスキーの才能は帰国直後には認められていなかったとする見方を裏切っている。
1777年4月2日にサンクトペテルブルクにおいて若くして急死した。いくつかの史料は、ベレゾフスキーはうつ病から自殺したのであり、サンクトペテルブルクに復帰してすぐ無理解に遭ったためではないとする。最初の伝記作家ボルホヴィティノフは、生前のベレゾフスキーを知る人々の証拠をもとに、1804年にこのような記述を残している。一方、現代の研究者マリーナ・リツァレフは自殺説を否定し、ベレゾフスキーが急性の熱病に冒されたために、精神病が進亢して亡くなったという可能性を唱えている。
ベレゾフスキーは1763年にオラニエンバウム演劇学校の卒業生フランツィーナ・ユーバーシャー（もしくはフランシスカ・イベルシェール）と結婚したが、結婚生活については不明な点が多い。ベレゾフスキーの死後、通常ならば未亡人に発行されるべき埋葬許可証は、宮廷歌手のティムチェンコに渡された。

## 作品と作風
ベレゾフスキーは、オペラや器楽曲の作曲家としてヨーロッパで認められた最初のウクライナ人（もしくはロシア人）作曲家であるが、こんにち最も有名な作品は、ロシア正教会のために作曲された奉神礼聖歌である。ベレゾフスキー作品はほとんどが失われており、分かっている限り18曲の合唱聖歌コンチェルトのうち、3曲のみが現存するにすぎない。
永らくウクライナ人およびロシア人の最初の交響曲作家は、ボルトニャンスキーであると看做されてきたが、2002年にスティーヴン・フォックスによりベレゾフスキー作曲の《交響曲ハ長調》（1770年 - 1772年ごろ作曲）がバチカン図書館において発見され、定説が覆された。